# Raffi Freedman-Gurspan
Raffi Freedman-Gurspan (Intibucá, 3 de mayo de 1987) es una funcionaria pública hondureña-estadounidense, una activista por los derechos de las personas transgénero y la primera persona abiertamente transgénero en trabajar como empleada de la Casa Blanca. También fue la primera integrante del personal legislativo abiertamente transgénero en trabajar en la Cámara de Representantes de Massachusetts. Se desempeñó como directora de relaciones externas en el Centro Nacional para la Igualdad Transgénero, con sede en Washington D. C. Es una defensora y especialista en políticas públicas desde hace mucho tiempo en asuntos relacionados con los derechos humanos, el género y las personas LGBT.

## Biografía

### Edad temprana y educación
Freedman-Gurspan nació en una familia lenca que vivía en Intibucá, Honduras, el 3 de mayo de 1987.Su familia biológica la dio en adopción siendo niña a una pareja judío estadounidense, por lo que se crio en Brookline, Massachusetts. Allí asistió a la Edward Devotion School y a la escuela secundaria Brooklin.
Freedman-Gurpsan se autoidentifica como lenca y judía.En 2016 expresó de esta manera el valor de su educación judía:

Mi identidad judía y mi familia jugaron un papel enorme en la formación de la persona que soy hoy... Abrazar la diversidad y comprender diferentes perspectivas fue... un valor que aprendí a través del judaísmo... Creo que esta educación judía progresista, tanto en la sinagoga como en casa, impactó profundamente en el camino que tomé para trabajar en asuntos de políticas públicas que afectan a los más necesitados de nuestra sociedad.

Cuando era adolescente, desarrolló un interés por Noruega y Escandinavia, y fue a Skogfjorden, un campamento de verano de inmersión en el idioma noruego en Bemidji, Minnesota, dirigido por Concordia Language Villages. 
Freedman-Gurspan recibió su Licenciatura en Ciencias Políticas y Noruego con especialización en Estudios Nórdicos del St. Olaf College en Northfield, Minnesota, en 2009. Durante su tercer año, estudió en el extranjero en la Facultad de Derecho de la Universidad de Oslo, donde tomó clases de derecho internacional con especialización en derechos humanos e igualdad de género. Habla noruego con fluidez.

## Carrera política

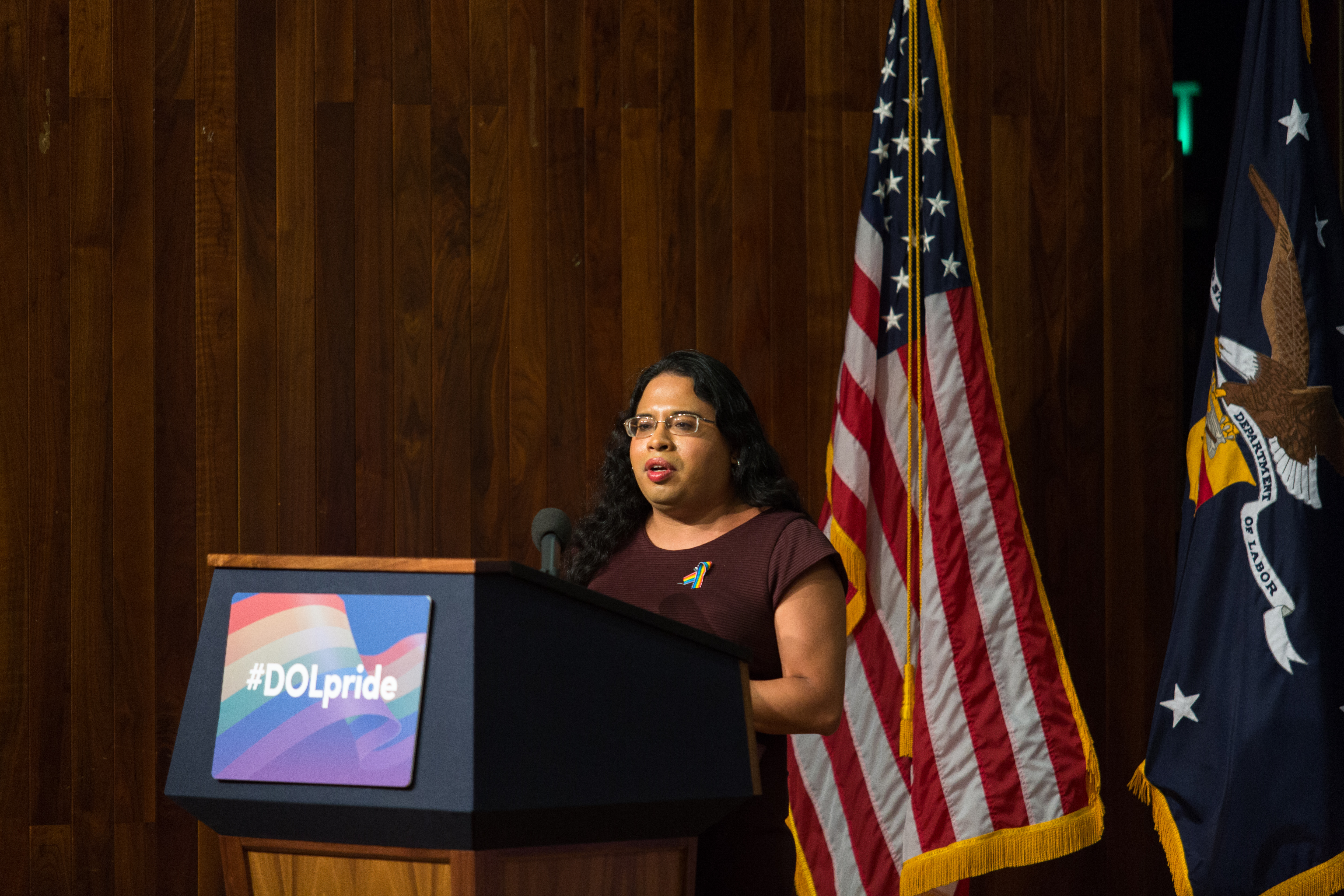
Freedman-Gurspan el 28 de junio de 2016 en el Departamento de Trabajo.

Después de graduarse de la universidad en 2009, Freedman-Gurspan se unió a la Coalición Política Transgénero de Massachusetts (MTPC, por sus siglas en inglés), donde trabajó en cuestiones legislativas y políticas. A partir de mayo de 2009, trabajó como asistente de cursos e investigación para el Programa de Estudios sobre la Mujer, el Género y la Sexualidad de la Universidad de Boston. En enero de 2010, fue contratada por el alcalde Joseph Curtatone de Somerville, Massachusetts, para actuar como funcionaria de enlace LGBT de la ciudad. A través de su trabajo con la Coalición y como enlace LGBT de Somerville, conoció al entonces representante del estado de Massachusetts, Carl Sciortino, un demócrata de Medford abiertamente gay. En ese momento, Sciortino era uno de los principales patrocinadores de un proyecto de ley en la legislatura estatal de Massachusetts que ampliaría la protección de los derechos civiles estatales a los residentes transgénero.
En julio de 2011, Freedman-Gurspan se unió a la oficina de Sciortino como asistente legislativa, convirtiéndose en la primera integrante del personal legislativo abiertamente transgénero en la Casa del Estado de Massachusetts. Desempeñó un papel fundamental para ayudar a Sciortino a aprobar el proyecto de ley de derechos civiles de las personas transgénero en noviembre de 2011, que fue promulgado por el entonces gobernador Deval Patrick en enero de 2012. Freedman-Gurspan trabajó como directora legislativa de Sciortino hasta que este se retiró de la Cámara de Representantes de Massachusetts en marzo del 2014.
En julio de 2014, Freedman-Gurspan fue contratada como asesora de políticas en el Centro Nacional para la Igualdad Transgénero (NCTE) y se mudó a Washington D. C. Allí su trabajo se centró en los problemas que enfrentan las personas transgénero de color y quienes viven en la pobreza. Su trabajo incluyó la justicia penal y la reforma carcelaria, las condiciones de detención de inmigrantes, las políticas de vivienda y refugio para personas sin hogar y las oportunidades de desarrollo económico sostenible para las personas transgénero en los Estados Unidos.
El 18 de agosto de 2015, Freedman-Gurspan fue contratada por el presidente Barack Obama como directora de extensión y reclutamiento en la Oficina de Personal Presidencial de la Casa Blanca, convirtiéndose en la primera persona abiertamente transgénero en trabajar como miembro del personal de la Casa Blanca. Posteriormente, Obama la nombró principal enlace LGBT de la Casa Blanca en 2016, convirtiéndola en la primera persona abiertamente transgénero en el cargo. Ocupó este cargo hasta el 6 de enero de 2017. El 17 de enero de 2017, el presidente Obama la nombró para un mandato de cinco años como miembro del Consejo Conmemorativo del Holocausto de  los Estados Unidos, la Junta Directiva del Museo del Holocausto de los Estados Unidos en Washington D. C.
El 3 de abril de 2017, Freedman-Gurspan se reincorporó al Centro Nacional para la Igualdad Transgénero como su nueva directora de relaciones externas. En este cargo, dirigió y mejoró los esfuerzos de organización y educación pública del Centro, y apoyó las políticas y los programas de comunicación de la organización.
En mayo de 2019, Freedman-Gurspan dejó el Centro para convertirse en subdirectora de campaña de la campaña All on the Line, un proyecto con la misión de acabar con el gerrymandering.
En enero de 2022, Freedman-Gurspan fue nombrada por el presidente Joe Biden subdirectora de Participación Pública en el Departamento de Transporte de Estados Unidos, donde trabaja con el secretario de Transporte de Estados Unidos, Pete Buttigeig.